# Ptychadena mascareniensis
Ptychadena mascareniensis är en groda från Afrika som tillhör släktet Ptychadena och familjen gräsgrodor.

## Utseende
En långbent, spetsnosad groda som har en brun ryggsida med fyra längsgående, svartfläckiga åsar, två på var sida, och vanligen en ljus längsstrimma i mitten. Den stora, tydliga trumhinnan är även den brun, men med en tunn, ljus kontur, och ett omgivande, mörkt, triangelformat fält. Längs överläppen har den ett vitt streck. Sidorna kan ha vita fläckar, medan undersidan är vit- till gulaktig. Strupen kan dock ha en mörk marmorering, och hanens strupsäckar är grå. Ovansidan är slät, ibland finns dock några vårtor på sidorna. Undersidan är däremot grynig. Hanen är 4,3 till 5,7 cm lång, medan honan är 4,3 till omkring 7 cm. 
Grodynglen är mörkbruna med klarbruna, metalliskt glänsande fläckar. Kroppen är mycket spetsig, med långa, låga fenor.

## Utbredning
Arten har en vidsträckt men fragmenterad utbredning och finns från Mauretanien och Senegal västerut till Etiopien, söderut till Sydafrika, Botswana, Namibia och Angola. Den finns också i Tanzania, på Mafiaön, i Egypten och Sudan längs Nildalen och på Madagaskar. Rapporter saknas från Benin, Togo, Tchad, Burundi, Uganda och Kongo-Brazzaville, men man antar att den finns även där. Den är införd på Maskarenerna (Mauritius och Réunion) samt troligtvis även på Seychellerna.

## Vanor
Grodan lever på ängar (savanner) och i skogar, speciellt sådana med riklig undervegetation, i närheten av vatten.  I Västafrika förekommer den främst i skog, medan den i övriga Afrika framför allt söker sig till savanner. Den kan gå upp till över 2 000 meters höjd.

### Fortplantning
Parningssäsongen börjar i samband med regntiden. Lek och äggläggning sker i allehanda vattensamlingar, ofta tillfälliga, som stora pölar, vattenfyllda hjulspår, diken, träsk och vattenhål. Honan kan lägga över 1 000 ägg i små klumpar bland vattenväxter på grunt vatten.

### Föda
Trots att grodan föredrar fuktiga miljöer, tas mestadelen av födan på land: Skalbaggar, gräshoppor, trollsländor, myror, fjärilar och smådäggdjur. Det förekommer dock att den också tar vattenlevande ryggradslösa djur. Även groddjur förtärs, både vuxna individer och grodyngel.

## Status
Arten är klassificerad som livskraftig ("LC") av IUCN, och populationen är stabil. Inga egentliga hot finns registrerade för arten.